# Nikopoia

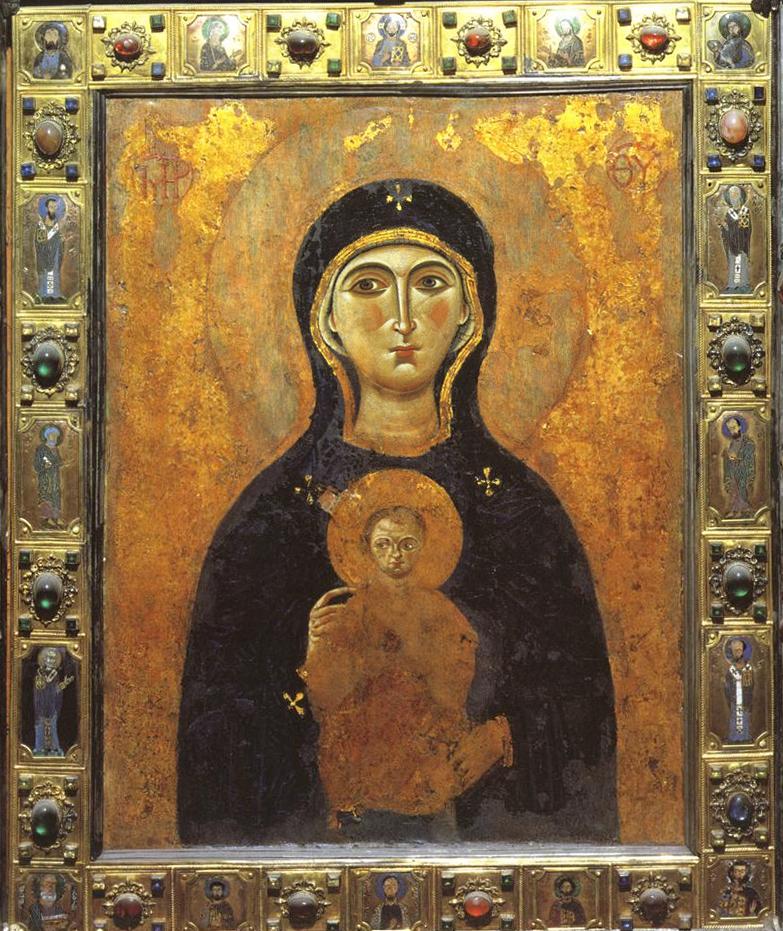
Icono bizantino de la Nikopoia conservado en la basílica de San Marcos de Venecia.

Nikopoia (Νικοποια, también transliterado como Nikopea, Nikopeia o Nicopeia), término  griego que significa "la que trae la victoria", es una advocación de la Virgen María y una tipología del arte bizantino. La Virgen se representa frontalmente, protegiendo al Niño Jesús con ambas manos (la derecha ligeramente levantada hacia su hombro y la izquierda ligeramente descendida hacia la parte inferior de su cuerpo). Tipología y advocación se suponen basadas en un icono concreto de origen legendario.
La presencia de una imagen denominada Nikopoia en Constantinopla se remonta a comienzos de la Edad Media según dos tradiciones diferentes: Según una de ellas, la emperatriz Elia Eudocia habría enviado la imagen a su cuñada la emperatriz Pulqueria en el siglo V. Según otra, el emperador Heraclio la habría llevado, encomendándose a su protección, en su viaje naval desde Cartago a la capital en el año 610. En ese mismo siglo se atribuyó a la protección milagrosa de esta imagen la resistencia de la ciudad al asedio a que avaros y eslavos la sometieron en el año 626.
La imagen fue robada en 1204 durante el saqueo de Constantinopla por los venecianos, y desde entonces se custodia en la Cappella della Madonna Nicopeia de  basílica de San Marcos de Venecia. El pintor Tomás Bathas, activo en Heraklion, Venecia y Corfú a finales del siglo XVI, característico representante de la maniera greca en contacto con la escuela veneciana, estuvo a cargo del mantenimiento de algunas pinturas de la basílica veneciana, lo que explica la similitud entre una de sus obras (Panagia Nikopoios -"Santísima Virgen de la Victoria"-) y el icono bizantino conservado allí.

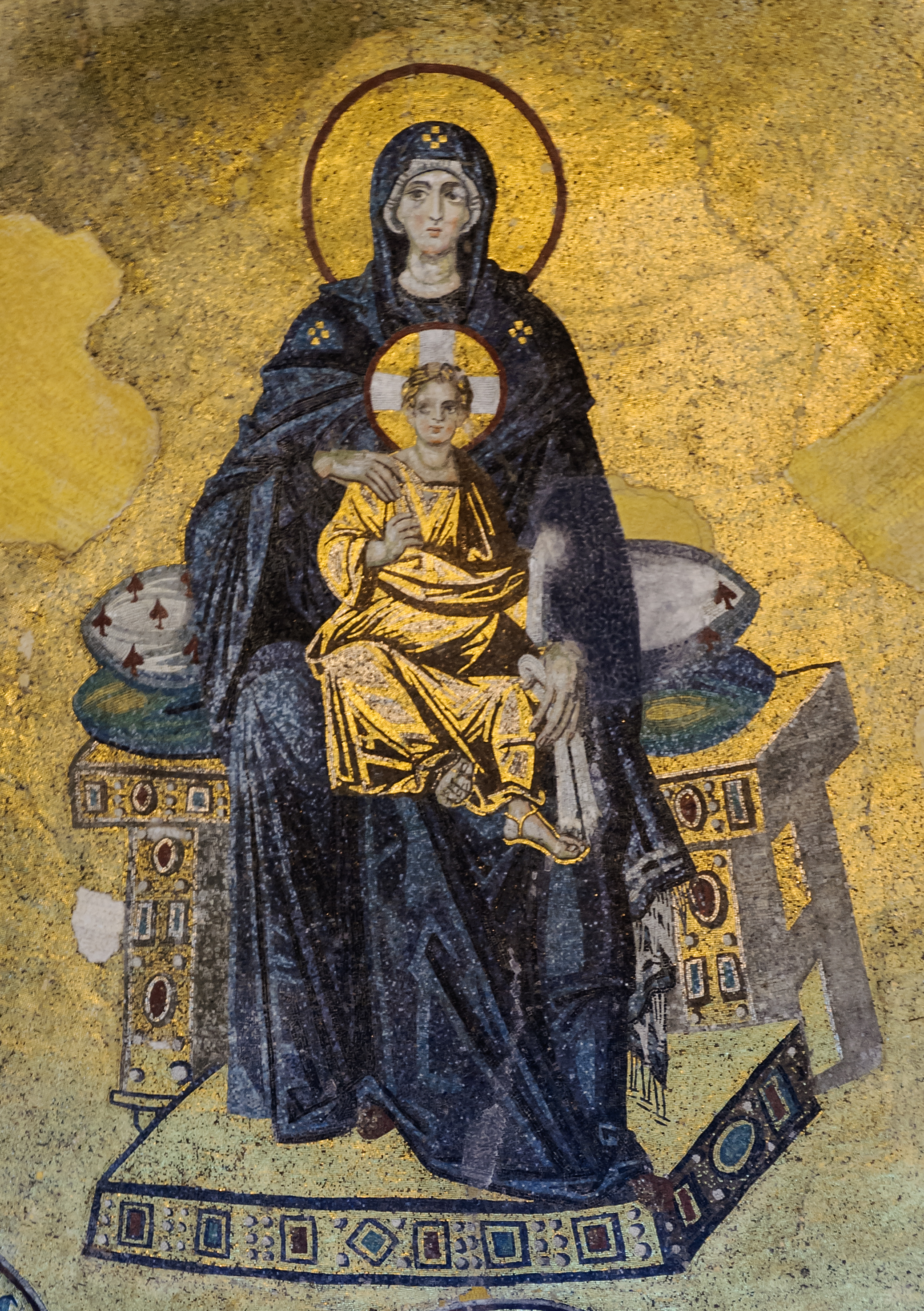
Mosaico de la Nikopoia en la basílica de Santa Sofía de Constantinopla, datable en 867.

Aunque en la mayor parte de los ejemplos conservados solo se representa o se conserva la parte superior del cuerpo, en un importante mosaico del siglo IX (el del ábside de la basílica de Santa Sofía de Constantinopla) se la representa de cuerpo entero y entronizada, de modo similar a otras formas de Theotokos ("madre de Dios").[cita requerida]

## Paralelismos
Similares iconográficamente son otras tipologías: la bizantina Kiriotissa o la toscana Madonne in Maestà ("Virgen en Majestad").
Muy diferentes en iconografía, aunque conceptualmente análogas, son las advocaciones que en Occidente reciben el nombre de Virgen de la Victoria o Madonne della Vittoria, que se refieren a otros hechos de armas (la imagen malagueña a la conquista de la ciudad por los Reyes Católicos, la pintada por Mantegna a la batalla de Fornovo, la pintada por Veronés a la batalla de Lepanto).